# Доганача (Пистоја)
Доганача је насеље у Италији у округу Пистоја, региону Тоскана.
Према процени из 2011. у насељу је живело 1 становника. Насеље се налази на надморској висини од 1475 м.